# Copa América der Frauen 2025
Die 10. Copa América der Frauen (spanisch Copa América Femenina) sollte vom 12. Juli bis 2. August 2025 in Ecuador stattfinden. Ecuador war damit zum vierten Mal Gastgeber des Turniers. Am 3. Juli gab der CONMEBOL bekannt, dass das erste Spiel auf den 11. Juli vorverlegt wurde. Titelverteidiger war Brasilien. Es nahmen wieder alle Mitglieder der CONMEBOL teil. Anders als zuvor dient das Turnier nicht als Qualifikation für die 2027 in Brasilien geplante Weltmeisterschaft, aber als Qualifikation für die Olympischen Sommerspiele 2028, für die sich die beiden Finalisten qualifizieren und die Panamerikanischen Spiele 2027, für die sich neben Gastgeber Peru drei weitere Mannschaften qualifizieren können. Alle Spiele fanden in Quito in drei verschiedenen Stadien statt.

## Vorrunde
Die Auslosung der Vorrundengruppen fand am 19. Dezember 2024 in Asunción statt.
Für die Auslosung waren Ecuador als Gruppenkopf von Gruppe A und Brasilien als Gruppenkopf von Gruppe B gesetzt. Argentinien und Kolumbien waren Lostopf 1, Chile und Paraguay Topf 2, Uruguay und Venezuela Topf 3 sowie Bolivien und Peru Topf 4 zugeordnet.

### Gruppe A
| Pl. | Land        | Sp. | S | U | N | Tore    | Diff. | Punkte |
| --- | ----------- | --- | - | - | - | ------- | ----- | ------ |
| 1.  | Argentinien | 4   | 4 | 0 | 0 | 006:100 | +5    | 12     |
| 2.  | Uruguay     | 4   | 2 | 1 | 1 | 006:300 | +3    | 07     |
| 3.  | Chile       | 4   | 2 | 0 | 2 | 006:600 | ±0    | 06     |
| 4.  | Ecuador     | 4   | 1 | 1 | 2 | 006:700 | −1    | 04     |
| 5.  | Peru        | 4   | 0 | 0 | 4 | 001:800 | −7    | 0      |

|                                                                                    |   |             |           |
| 11. Juli 2025 um 19:00 Uhr* (12. um 2:00 Uhr MESZ) im Estadio BG                   |   |             |           |
| Ecuador                                                                            | – | Uruguay     | 2:2 (0:1) |
| 12. Juli 2025 um 16:00 Uhr* (23:00 Uhr MESZ) im Estadio BG                         |   |             |           |
| Peru                                                                               | – | Chile       | 0:3 (0:0) |
| 15. Juli 2025 um 16:00 Uhr* (23:00 Uhr MESZ) im Estadio BG                         |   |             |           |
| Uruguay                                                                            | – | Argentinien | 0:1 (0:0) |
| 15. Juli 2025 um 19:00 Uhr* (16. um 2:00 Uhr MESZ) im Estadio BG                   |   |             |           |
| Peru                                                                               | – | Ecuador     | 1:3 (0:2) |
| 18. Juli 2025 um 16:00 Uhr* (23:00 Uhr MESZ) im Estadio BG                         |   |             |           |
| Uruguay                                                                            | – | Peru        | 1:0 (0:0) |
| 18. Juli 2025 um 19:00 Uhr* (19. um 2:00 Uhr MESZ) im Estadio BG                   |   |             |           |
| Argentinien                                                                        | – | Chile       | 2:1 (0:1) |
| 21. Juli 2025 um 16:00 Uhr* (23:00 Uhr MESZ) im Estadio BG                         |   |             |           |
| Argentinien                                                                        | – | Peru        | 1:0 (0:0) |
| 21. Juli 2025 um 19:00 Uhr* (22. um 2:00 Uhr MESZ) im Estadio BG                   |   |             |           |
| Chile                                                                              | – | Ecuador     | 2:1 (2:1) |
| 24. Juli 2025 um 19:00 Uhr* (25. um 2:00 Uhr MESZ) im Estadio BG                   |   |             |           |
| Ecuador                                                                            | – | Argentinien | 0:2 (0:1) |
| 24. Juli 2025 um 19:00 Uhr* (25. um 2:00 Uhr MESZ) im Estadio Gonzalo Pozo Ripalda |   |             |           |
| Chile                                                                              | – | Uruguay     | 0:3 (0:1) |

* UTC−5

### Gruppe B
| Pl. | Land      | Sp. | S | U | N | Tore    | Diff. | Punkte |
| --- | --------- | --- | - | - | - | ------- | ----- | ------ |
| 1.  | Brasilien | 4   | 3 | 1 | 0 | 012:100 | +11   | 10     |
| 2.  | Kolumbien | 4   | 2 | 2 | 0 | 012:100 | +11   | 08     |
| 3.  | Paraguay  | 4   | 2 | 0 | 2 | 008:900 | −1    | 06     |
| 4.  | Venezuela | 4   | 1 | 1 | 2 | 008:500 | +3    | 04     |
| 5.  | Bolivien  | 4   | 0 | 0 | 4 | 001:250 | −24   | 0      |

|                                                                                    |   |           |           |
| 13. Juli 2025 um 16:00 Uhr* (23:00 Uhr MESZ) im Estadio Gonzalo Pozo Ripalda       |   |           |           |
| Bolivien                                                                           | – | Paraguay  | 0:4 (0:2) |
| 13. Juli 2025 um 19:00 Uhr* (14. um 2:00 Uhr MESZ) im Estadio Gonzalo Pozo Ripalda |   |           |           |
| Brasilien                                                                          | – | Venezuela | 2:0 (1:0) |
| 16. Juli 2025 um 16:00 Uhr* (23:00 Uhr MESZ) im Estadio Gonzalo Pozo Ripalda       |   |           |           |
| Bolivien                                                                           | – | Brasilien | 0:6 (0:3) |
| 16. Juli 2025 um 19:00 Uhr* (17. um 2:00 Uhr MESZ) im Estadio Gonzalo Pozo Ripalda |   |           |           |
| Venezuela                                                                          | – | Kolumbien | 0:0       |
| 19. Juli 2025 um 16:00 Uhr* (23:00 Uhr MESZ) im Estadio Gonzalo Pozo Ripalda       |   |           |           |
| Venezuela                                                                          | – | Bolivien  | 7:1 (3:1) |
| 19. Juli 2025 um 19:00 Uhr* (20. um 2:00 Uhr MESZ) im Estadio Gonzalo Pozo Ripalda |   |           |           |
| Kolumbien                                                                          | – | Paraguay  | 4:1 (1:1) |
| 22. Juli 2025 um 16:00 Uhr* (23:00 Uhr MESZ) im Estadio Gonzalo Pozo Ripalda       |   |           |           |
| Kolumbien                                                                          | – | Bolivien  | 8:0 (4:0) |
| 22. Juli 2025 um 19:00 Uhr* (23. um 2:00 Uhr MESZ) im Estadio Gonzalo Pozo Ripalda |   |           |           |
| Paraguay                                                                           | – | Brasilien | 1:4 (0:2) |
| 25. Juli 2025 um 19:00 Uhr* (26. um 2:00 Uhr MESZ) im Estadio Gonzalo Pozo Ripalda |   |           |           |
| Paraguay                                                                           | – | Venezuela | 2:1 (0:1) |
| 25. Juli 2025 um 19:00 Uhr* (26. um 2:00 Uhr MESZ) im Estadio BG                   |   |           |           |
| Brasilien                                                                          | – | Kolumbien | 0:0       |

* UTC−5

## Finalrunde

### Spiel um Platz 5
Der Sieger qualifiziert sich mit den Halbfinalisten für die Panamerikanischen Spiele 2027.
|                                                            |   |          |           |
| 28. Juli 2025 um 16:00 Uhr* (23:00 Uhr MESZ) im Estadio BG |   |          |           |
| Chile                                                      | – | Paraguay | 0:1 (0:0) |

* UTC−5

### Halbfinale
Die Sieger qualifizieren sich für die Olympischen Spiele 2028.
|                                                                                   |   |           |                |
| 28. Juli 2025 um 19:00 Uhr* (29. um 2:00 Uhr MESZ) im Estadio Rodrigo Paz Delgado |   |           |                |
| Argentinien                                                                       | – | Kolumbien | 0:0, 4:5 i. E. |
| 29. Juli 2025 um 19:00 Uhr* (30. um 2:00 Uhr MESZ) im Estadio Rodrigo Paz Delgado |   |           |                |
| Brasilien                                                                         | – | Uruguay   | 5:1 (3:0)      |

* UTC−5

### Spiel um Platz 3
|                                                                                   |   |         |                      |
| 1. August 2025 um 19:00 Uhr* (2. um 2:00 Uhr MESZ) im Estadio Rodrigo Paz Delgado |   |         |                      |
| Argentinien                                                                       | – | Uruguay | 2:2 (1:2), 5:4 i. E. |

* UTC−5

### Finale
| Kolumbien                                                                                    | Kolumbien | Brasilien | Brasilien |
| -------------------------------------------------------------------------------------------- | --- | --- | --------- |
| Kolumbien                                                                                    | \| Sa., 2. August 2025 um 16:00 Uhr ECT (23:00 Uhr MESZ) in Quito (Estadio Rodrigo Paz Delgado) \| \| Ergebnis: 4:4 n. V. (3:3, 1:1), 4:5 i. E. \| \| Zuschauer: 23.798 \| \| Schiedsrichterin: Dione Rissios ( Chile) \| \| Spielbericht \| | \| Sa., 2. August 2025 um 16:00 Uhr ECT (23:00 Uhr MESZ) in Quito (Estadio Rodrigo Paz Delgado) \| \| Ergebnis: 4:4 n. V. (3:3, 1:1), 4:5 i. E. \| \| Zuschauer: 23.798 \| \| Schiedsrichterin: Dione Rissios ( Chile) \| \| Spielbericht \|                                                                                                 | Brasilien |
| Kolumbien                                                                                    | Katherine Tapia – Carolina Arias 107., Daniela Arias, Jorelyn Carabalí, Daniela Caracas – Leicy Santos, Lorena Bedoya 107., Ilana Izquierdo 86. – Valerin Loboa 72., Mayra Ramírez 25' 90+5., Linda Caicedo 88' Reserve Catalina Pérez Jaramillo, Luisa Agudelo, Mary Álvarez, Ana Guzmán, Ángela Barón, Yirleidis Minota, Daniela Montoya Quiroz, Marcela Restrepo 107., Catalina Usme 72., Manuela Paví 86., Wendy Bonilla 107., Liced Serna 90+5. Cheftrainer: German Portanova | Lorena – Tarciane, Mariza, Fé Palermo 44. – Gabi Portilho 76., Angelina 105', Duda 81., Yasmin – Dudinha 44., Kerolin 108., Gio Garbelini 80' 82. Reserve Camila Gomes, Cláudia, Antônia, Kaká, Fátima Dutra, Isa Haas 44., Ary Borges, Vitória Yaya 81., Amanda Gutierres 44., Marta 82., Jhonson 108., Luany 76. Cheftrainer: Arthur Elias | Brasilien |
| Kolumbien                                                                                    | 1:0 Caicedo (25.) 2:1 Tarciane (69., Eigentor) 3:2 Ramírez (88.) 4:4 Santos (115.) | 1:1 Angelina (45.+9', Elfmeter) 2:2 Gutierres (80.) 3:3 Marta (90.+6') 3:4 Marta (105.) | Brasilien |
| Kolumbien                                                                                    | Elfmeterschießen | | Brasilien |
| Kolumbien                                                                                    | 1:1 Usme 2:1 Restrepo Paví Santos 3:3 Caicedo 4:4 Bonilla Carabalí | 0:1 Tarciane Angelina 2:2 Gutierres 2:3 Mariza Marta 3:4 Jhonson 4:5 Luany | Brasilien |
| Kolumbien                                                                                    | Bedoya (32.), Arias (40.), Tapia (45.+3'), Carabalí (45.+7'), Ángelo Marsiglia (82.) | Tarciane (40.), Arthur Elias (66.), Mariza (103.), Haas (114.), Angelina (118.) | Brasilien |
| Kolumbien                                                                                    | Spieler des Spiels: Marta | | Brasilien |
| Sa., 2. August 2025 um 16:00 Uhr ECT (23:00 Uhr MESZ) in Quito (Estadio Rodrigo Paz Delgado) | | |           |
| Ergebnis: 4:4 n. V. (3:3, 1:1), 4:5 i. E.                                                    | | |           |
| Zuschauer: 23.798                                                                            | | |           |
| Schiedsrichterin: Dione Rissios ( Chile)                                                     | | |           |
| Spielbericht                                                                                 | | |           |

## Beste Torschützinnen
| Rang | Spielerin        | Tore |
| ---- | ---------------- | ---- |
| 1    | Claudia Martínez | 6    |
|      | Amanda Gutierres | 6    |
| 3    | Oriana Altuve    | 4    |
|      | Linda Caicedo    | 4    |
| 4    | Kerolin          | 3    |
|      | Marta            | 3    |
|      | Mayra Ramírez    | 3    |

Zudem jeweils ein Eigentor durch Tarciane (Brasilien) und Yannel Correa (Uruguay)

## Auszeichnungen
- Beste Spielerin:  Marta[5]
- Beste Torhüterin:  Kolumbien
- Torschützenkönigin:  Amanda Gutierres
- Fairplay Award: Argentinien

## Schiedsrichterinnen
Hauptschiedsrichterinnen
- Roberta Echeverria
- Adriana Farfán
- Daiane Muniz
- Dione Rissios
- María Daza
- Marcelly Zambrano
- Zulma Quiñónez
- Milagros Arruela
- Anahí Fernández
- Emikar Calderas Barrera
- Ivana Projkovska (UEFA)

Schiedsrichterassistentinnen
- Gisela Trucco
- Daiana Milone
- Elizabeth Blanco
- Maria Cabezas
- Maira Mastella
- Leila Moreira
- Marcia Castillo
- Leslie Vásquez
- Mónica Amboya
- Viviana Segura
- Mary Blanco Bolívar
- Mayra Sanchez
- Nancy Fernandez
- Nadia Weiler
- Mariana Aquino
- Vera Yupanqui
- Daiana Fernandez
- Belen Clavijo
- Migdalía Rodríguez Chirino
- Francis Garcia
- Giulia Tempestilli (UEFA)
- Iragartze Fernández (UEFA)